# Argentinische Billie-Jean-King-Cup-Mannschaft
|                                                  |
| Teilnahmen der Argentinischen Fed-Cup-Mannschaft |

Die argentinische Billie-Jean-King-Cup-Mannschaft ist die Tennisnationalmannschaft von Argentinien, die im Billie Jean King Cup eingesetzt wird. Der Billie Jean King Cup (bis 1995 Federation Cup, 1996 bis 2020 Fed Cup) ist der wichtigste Wettbewerb für Nationalmannschaften im Damentennis, analog dem Davis Cup bei den Herren.

## Geschichte
Erstmals teilgenommen am Billie Jean King Cup hat Argentinien im Jahr 1964. Das bisher beste Abschneiden gelang 1986 und 1993 mit dem Einzug ins Halbfinale.

## Teamchefs
- Tito Vazquez
- Bettina Fulco
- María José Gaidano 2014–2016[1]
- Marcelo Gomez seit 2016

## Spielerinnen der Mannschaft (unvollständig)
| Spielerinnen          | Einsätze | Einsätze | Einsätze   |
| Spielerinnen          | erster   | letzter  | Bilanz S/N |
| --------------------- | -------- | -------- | ---------- |
| Mailen Auroux         | 2010     | 2013     | 7:3        |
| Victoria Bosio        | 2014     | 2014     | 0:1        |
| Tatiana Búa           | 2015     | 2015     | 0:2        |
| María Lourdes Carlé   | 2016     | 2016     | 0:1        |
| Jorgelina Cravero     | 2007     | 2010     | 6:7        |
| Gisela Dulko          | 2000     | 2011     | 21:12      |
| María Irigoyen        | 2008     | 2018     | 20:17      |
| Betina Jozami         | 2007     | 2009     | 2:4        |
| Florencia Molinero    | 2011     | 2013     | 11:4       |
| Paula Ormaechea       | 2009     | 2018     | 14:12      |
| Catalina Pella        | 2016     | 2018     | 9:3        |
| Guadelupe Perez Rojas | 2016     | 2017     | 1:2        |
| Nadia Podoroska       | 2014     | 2017     | 8:5        |
| Aranza Salut          | 2009     | 2011     | 0:4        |